# Eccoptomera
Eccoptomera är ett släkte av tvåvingar. Eccoptomera ingår i familjen myllflugor.

## Dottertaxa tillEccoptomera, i alfabetisk ordning[1][2]
- Eccoptomera aldrichi
- Eccoptomera brandti
- Eccoptomera callipus
- Eccoptomera chibaensis
- Eccoptomera crypta
- Eccoptomera emarginata
- Eccoptomera filata
- Eccoptomera garretti
- Eccoptomera inermis
- Eccoptomera infuscata
- Eccoptomera itoi
- Eccoptomera leisteri
- Eccoptomera ligustica
- Eccoptomera longiseta
- Eccoptomera marginicornis
- Eccoptomera marginocornis
- Eccoptomera melanderi
- Eccoptomera microps
- Eccoptomera nigricornis
- Eccoptomera obscura
- Eccoptomera ornata
- Eccoptomera pallescens
- Eccoptomera promethei
- Eccoptomera sammartini
- Eccoptomera setigera
- Eccoptomera sibirica
- Eccoptomera simplex
- Eccoptomera spinosa
- Eccoptomera triseta
- Eccoptomera troglomontana
- Eccoptomera zernyi